# 무학로 (서산시)
무학로(Muhak-ro)는 충청남도 서산시 부석면 창리교차로 에서 서산시 석남동 공림삼거리를 잇는 도로이다.

## 주요경유지
충청남도
- 서산시 (부석면 . 인지면 . 석남동)

## 노선
| 이름                 | 접속 노선                                  | 소재지 | 소재지 | 비고 |
| -------------------- | ------------------------------------------ | ------ | ------ | ---- |
| 창리 교차로          | 국가지원지방도 제96호선 (천수만로) 창리2길 | 서산시 | 부석면 |      |
| 원적 교차로          |                                            | 서산시 | 부석면 |      |
| 목말 교차로          | 창리1길                                    | 서산시 | 부석면 |      |
| 마룡 교차로          | 마룡3길                                    | 서산시 | 부석면 |      |
| 고잠 교차로          |                                            | 서산시 | 부석면 |      |
| 칠전2 교차로         | 고잠2길                                    | 서산시 | 부석면 |      |
| 칠전1 교차로         | 인정로                                     | 서산시 | 부석면 |      |
| 금곡 교차로          |                                            | 서산시 | 부석면 |      |
| 옻밭2 교차로         |                                            | 서산시 | 부석면 |      |
| 옻밭1 교차로         |                                            | 서산시 | 부석면 |      |
| 봉락 교차로          | 봉락노라포1길                              | 서산시 | 부석면 |      |
| 초당2 교차로         |                                            | 서산시 | 부석면 |      |
| 초당1 교차로         | 봉락지산길                                 | 서산시 | 부석면 |      |
| 대봉정 교차로        | 부남로                                     | 서산시 | 부석면 |      |
| 사양 교차로          |                                            | 서산시 | 부석면 |      |
| 대두 교차로          |                                            | 서산시 | 부석면 |      |
| 부석 교차로 (부석교) | 강경벌로                                   | 서산시 | 부석면 |      |
| 취평 교차로          |                                            | 서산시 | 부석면 |      |
| (생태터널)           |                                            | 서산시 | 부석면 |      |
| 애정3 교차로         | 무학제1길                                  | 서산시 | 인지면 |      |
| 애정2 교차로         | 장자터길                                   | 서산시 | 인지면 |      |
| 애정1 교차로         |                                            | 서산시 | 인지면 |      |
| 당율교               |                                            | 서산시 | 인지면 |      |
| 야촌 교차로          | 야당1길                                    | 서산시 | 인지면 |      |
| (이름없음)           | 야당북간도길                               | 서산시 | 인지면 |      |
| 둔당1 교차로         |                                            | 서산시 | 인지면 |      |
| 둔당교               |                                            | 서산시 | 인지면 |      |
|                      | 석남동                                     | 서산시 |        |      |
| 예천 교차로          | 양열로                                     | 서산시 |        |      |
| 공림삼거리           | 국도 제32호선 (서해로)                     | 서산시 |        |      |